# Hooghly (huyện)
Huyện Hooghly là một huyện thuộc bang West Bengal, Ấn Độ. Thủ phủ huyện Hooghly đóng ở Chinsurah. Huyện Hooghly có diện tích 3149 ki lô mét vuông. Đến thời điểm năm 2011, huyện Hooghly có dân số 5.519.145 người.